# Campanula jordanovii
Campanula jordanovii là loài thực vật có hoa trong họ Hoa chuông. Loài này được Ancev & Kovanda mô tả khoa học đầu tiên năm 1989.